# Risi Competizione
Risi Competizione – amerykański zespół wyścigowy, założony w 1997 roku przez Giuseppe Risiego. Do 2000 roku ekipa współpracowała z Doyle Racing i startowała pod nazwą Doyle-Risi Racing. Obecnie zespół startuje w United Sports Car Championship. W przeszłości ekipa pojawiała się także w stawce IMSA GT championship, Rolex Sports Car Series, 24h Daytona, 24h Daytona, Petit Le Mans, 12 Hours of Sebring, Grand-Am Sports Car Series, Grand-Am Sports Car Series, 24-godzinnego wyścigu Le Mans, American Le Mans Series oraz Intercontinental Le Mans Cup.

## Sukcesy zespołu
- American Le Mans Series

2007 (GT2) - Ferrari F430 GT2 (Jaime Melo, Mika Salo)
- 24h Le Mans

2008 (GT2) - Ferrari F430 GT2 (Jaime Melo, Mika Salo, Gianmaria Bruni)
2009 (GT2) - Ferrari F430 GT2 (Jaime Melo, Mika Salo, Pierre Kaffer)
- Intercontinental Le Mans Cup

2010 (GT2) - Ferrari F430 GT2 (Gianmaria Bruni)